# Duwet (Wonosari, Klaten)
Duwet is een bestuurslaag in het regentschap Klaten van de provincie Midden-Java, Indonesië. Duwet telt 3872 inwoners (volkstelling 2010).